# Női 500 méteres gyorskorcsolya az 1968. évi téli olimpiai játékokon
Az 1968. évi téli olimpiai játékokon a gyorskorcsolya női 500 méteres versenyszámát február 9-én rendezték. Az aranyérmet a szovjet Ljudmila Tyitova nyerte meg. A második helyen hármas holtverseny alakult ki, három amerikai versenyző között, bronzérmet nem osztottak ki. A versenyszámban nem vett részt magyar versenyző.

## Rekordok
A versenyt megelőzően a következő rekordok voltak érvényben:
| Világrekord     | Tatyjana Szidorova (URS)  | 44,7 | Davos, Svájc        | 1968. február 3. |
| Olimpiai rekord | Ligyija Szkoblikova (URS) | 45,0 | Innsbruck, Ausztria | 1964. január 30. |

A versenyen új rekord nem született.

## Végeredmény
Mindegyik versenyző egy futamot teljesített, az időeredmények határozták meg a végső sorrendet. Az időeredmények másodpercben értendők.
| Helyezés | Versenyző                    | Nemzet                 | Idő           |
| -------- | ---------------------------- | ---------------------- | ------------- |
| Arany    | Ljudmila Tyitova             | Szovjetunió (URS)      | 46,1          |
| Ezüst    | Jenny Fish                   | Egyesült Államok (USA) | 46,3          |
| Ezüst    | Dianne Holum                 | Egyesült Államok (USA) | 46,3          |
| Ezüst    | Mary Meyers                  | Egyesült Államok (USA) | 46,3          |
| 5.       | Ellie van den Brom           | Hollandia (NED)        | 46,6          |
| 6.       | Kaija Mustonen               | Finnország (FIN)       | 46,7          |
| 6.       | Sigrid Sundby-Dybedahl       | Norvégia (NOR)         | 46,7          |
| 8.       | Kirsti Biermann              | Norvégia (NOR)         | 46,8          |
| 9.       | Irina Jegorova               | Szovjetunió (URS)      | 46,9          |
| 9.       | Tatyjana Szidorova           | Szovjetunió (URS)      | 46,9          |
| 11.      | Lisbeth Berg                 | Norvégia (NOR)         | 47,0          |
| 12.      | Arja Kantola                 | Finnország (FIN)       | 47,4          |
| 12.      | Evi Sappl                    | NSZK (FRG)             | 47,4          |
| 14.      | Stien Kaiser                 | Hollandia (NED)        | 47,6          |
| 15.      | Christina Lindblom-Scherling | Svédország (SWE)       | 47,7          |
| 16.      | Wil Burgmeijer               | Hollandia (NED)        | 47,8          |
| 16.      | Ruth Budzisch-Schleiermacher | NDK (GDR)              | 47,8          |
| 18.      | Kaija-Liisa Keskivitikka     | Finnország (FIN)       | 48,1          |
| 19.      | Marie-Louise Perrenoud       | Franciaország (FRA)    | 48,2          |
| 19.      | Wendy Thompson               | Kanada (CAN)           | 48,2          |
| 21.      | Hildegard Sellhuber          | NSZK (FRG)             | 48,4          |
| 22.      | Martine Ivangine             | Franciaország (FRA)    | 48,5          |
| 23.      | Marcia Parsons               | Kanada (CAN)           | 48,8          |
| 24.      | Doreen McCannell             | Kanada (CAN)           | 49,0          |
| 25.      | Takeda Miszae                | Japán (JPN)            | 49,4          |
| 26.      | Ylva Hedlund                 | Svédország (SWE)       | 49,9          |
| 27.      | Ide Kaname                   | Japán (JPN)            | 50,0          |
| –        | Szaitó Szacsiko              | Japán (JPN)            | nem ért célba |